# Ed Rush
Pour les articles homonymes, voir Rush.
Ed Rush (né à Londres, en Angleterre) est un disc jockey et producteur britannique de drum and bass. Rush sort des disques depuis 1992, principalement avec Optical (Matt Quinn), son partenaire musical depuis 1997. Avec Optical, il est également cofondateur du label Virus Recordings, qui publie ses albums ainsi que ceux d'autres groupes de drum and bass. Il est surtout associé aux styles agressifs de drum and bass connus sous le nom de techstep, darkcore et neurofunk.

## Biographie

### Débuts
Les premières sorties de Ed Rush sont deux singles 12 pouces auto-édités en étiquette blanche, le sampling de I Wanna Stay in the Jungle et Look What They've Done de Prince Jammy à la fin de l'année 1992. Début 1993, Rush commence à jouer sur la station de radio pirate londonienne Don FM, où il rencontre pour la première fois son futur partenaire de production DJ Trace, ce qui amène le duo à sortir le titre Don Bad Man, produit par l'ingénieur Nico Sykes. Peu après, Rush enregistre Bludclot Artattack, qui sort sur le label No U Turn Records de Sykes, ce qui contribue à influencer la scène rave en l'éloignant du breakbeat hardcore et en l'orientant vers la drum and bass. Le travail de Rush devient de plus en plus intransigeant et sombre : dans le livre Energy Flash : a Journey Through Rave Music and Dance Culture, Simon Reynolds écrit : « Les morceaux d'Ed Rush Gangsta Hardstep et Guncheck, chez No U-Turn, ont pris l'énergie explosive du hardcore et l'ont fait imploser, transformant l'hyperkinésie fébrile en un malaise épais comme de la mélasse ».

### Collaboration sous Optical
En 1995, Rush rencontre Matt Quinn, qui travaille sous le nom de scène Optical. Ils se rencontrent à la Music House, une société de mastering à Islington, Londres. Rob Playford, propriétaire du label Moving Shadow, leur donne de l'espace dans son immeuble de bureaux de Soho pour leur permettre de construire leur propre studio. Ils sortent leur premier single Funktion en 1997, suivi en 1998 par leur premier album, Wormhole, qui est décrit comme le plus grand album de drum and bass de tous les temps, et qui introduit le style de drum and bass désormais connu sous le nom de neurofunk. En 2000, DJ Craze utilise leur morceau Watermelon dans sa routine de beat-juggling, ce qui l'aide à remporter son troisième DMC World Championship. En 2000, ils sortent leur deuxième album, The Creeps (Invisible and Deadly !), qui élargit leur palette en introduisant des voix dans le mix. Leur troisième album, The Original Doctor Shade, sort en 2003 et comprend une collaboration avec le collectif Scratch Perverts. 
En 2005, ils participent au projet 40 Artists, 40 Days organisé par la Tate Gallery dans le cadre de la candidature de Londres à l'organisation des Jeux olympiques et paralympiques de 2012. En 2006, ils sortent leur quatrième album, Chameleon, pour lequel ils font appel à un groupe live pour la première fois. Trois ans plus tard, ils sortent Travel the Galaxy. Leur titre Frontline est utilisé dans la bande originale du jeu vidéo Wipeout HD en 2008. En 2014, Ministry of Sound les décrit comme l'un des groupes les plus influents dans le domaine de la drum and bass.

## Discographie partielle

### Albums studio
- 1997 : Torque (No U-Turn) (avec Trace et Nico)

### Singles
- 1992 : I Wanna Stay In the Jungle
- 1992 : Look What They've Done
- 1993 : Bludclott Artattack (No U-Turn)
- 1993 : Don Bad Man (Lucky Spin Recordings)
- 1994 : Selecta (Jet Star Records)
- 1995 : The Force Is Electric / Gangsta Hardstep (No U-Turn)
- 1995 : Guncheck (No U-Turn)
- 1995 : Westside Sax / August (No U-Turn)
- 1996 : Baracuda Part 1 (Deejay Recordings)
- 1996 : Technology / Neutron (No U-Turn)
- 1996 : Killamanjaro / Subway (Prototype)
- 1996 : Mad Different Methods (Nu Black)
- 1996 : Mothership (No-U-Turn)
- 1996 : What's Up / August (Remix) (No U-Turn)
- 1996 : Sector 3 / Comatone (Nutcut) (No U-Turn)
- 1996 : Skylab / Density / The Raven (Metalheadz)
- 1996 : Sector 3 / Coma Tone (No U-Turn)
- 1998 : Cutslo (Lokuste Remix) / Alien Girl (Prototype)
- 2005 : Kinetic / Tenshi (Space Recordings)
- 2009 : Edtrafiencial (No U-Turn) (avec Trace, Fierce, Nico et Optical)
- 2010 : Book of Sight / Arcadia (Virus Recordings)
- 2011 : Dark Days / Lost in Tha Game (AudioPorn Records)
- 2013 : Pheromone
- 2014 : Scarabs / Box Car (Piranha Pool)